# Fly Me to the Moon (2008)
Fly Me to the Moon is een Belgische stereoscopische 3D-animatiefilm uit 2008. De film is geregisseerd door Ben Stassen en geproduceerd door nWave Pictures.

## Verhaal
Het verhaal speelt zich af in de jaren 60, rond de eerste maanvlucht van Apollo 11. Drie vliegjes, genaamd Nat, I.Q. en Scooter bouwen zelf een eigen raket aan de rand van Cape Canaveral. Ze willen meer dan hun eigen gebouwde raketje, en besluiten om stiekem aan boord te kruipen van de Apollo 11, die klaar staat om naar de maan te vliegen.
Iedereen van Nats familie volgt de vlucht op televisie, en zien Nat en zijn vrienden meevliegen naar de maan. Maar ook Russische vliegen en mensen zien hun collega's op televisie en willen niet dat de Amerikanen als eerste op de maan staan. Er wordt een sabotagemissie op touw gezet om de vlucht te laten crashen op Mount Rushmore. Nadia de vlieg gaat samen met piloot Yegor op weg om de plannen van de Amerikanen te dwarsbomen.
Maar Nadia bekeert en wil de Amerikanen helpen. Niet wetende dat er groot gevaar dreigt, zetten de astronauten de landing in. Dankzij Nadia, Nats grootvader en Nats moeder kunnen ze er toch voor zorgen dat de astronauten (en vliegen) veilig op aarde landen.

## Cast
| Acteur              | Personage       |
| ------------------- | --------------- |
| Trevor Gagnon       | Nat             |
| David Gore          | Scooter         |
| Nicollette Sheridan | Nadia           |
| Tim Curry           | Yegor           |
| Christopher Lloyd   | Grootvader      |
| Robert Patrick      | Louie           |
| Kelly Ripa          | Nats moeder     |
| Adrienne Barbeau    | Scooters moeder |
| Ed Begley jr.       | Poopchev        |
| Buzz Aldrin         | Zichzelf        |

## Trivia
- In het pretpark Bellewaerde werd in de 4D-cinema een 13 minuten durende versie van de film vertoond in het pretparkseizoen van 2007 en 2008.